# Anni 900 a.C.
Gli anni 900 a.C. sono il decennio che comprende gli anni dal 909 a.C. al 900 a.C. inclusi.

## Morti
- Nadab, sovrano israelita900 a.C.
- Zhou Gong, sovrano cinese